# Барбоскини
Барбоскини (рус. Барбоскины, позната и као Лајавци за Пикабу и Псићи за ТВ Мини) је руска анимирана серија о великој породици антропоморфних паса продуцирана у студију анимационог филма Мелница, која је такође створила анимирану серију Лунтик. "Барбоскини" се емитује на ТВ каналима "Карусель" и "Мульт", а у Србији ТВ Мини Ултра и Pikaboo TV.

## Радња
Свака епизода (серија) анимираног серијала има заплет независан од осталих епизода, повезаних са осталим сценама јединством ликова и сцене. Сцена је град Песбург, где се налази стан Барбоскина у стамбеној згради, остале просторије ове куће и локално подручје са игралиштем. У новој серији главна сцена је летња резиденција породице Барбоскини..
Заплет анимиране серије изграђен је око авантура Роза, Друшкан, Евгеније, Лиза и Маки Барбоскини. Бави се темама одрастања, односима родитеља и деце, моралним и породичним вредностима, разуме потешкоће у комуникацији са вршњацима и одраслима.

## Ликови
- Роза Барбоскин најстарија од све деце, у цртаном филму представљено као класична лепотица - плавуша са плавим очима. Обожава прекрасне одеће, накит и шминку. Обожава ТВ емисије о љубави. Често чита модне часописе. Омиљене фразе: "Па, коначно!" и "Сањам!".
- Друшкан Барбоскин воли спорт, видео игре и практичне шале. Често добијају двослике. Сања да постане познати фудбалер. Воли возити скејтборд са Тимохом. У епизоди 141, „А у физичком васпитању“ препознаје да је знање веома потребно и исправља све његове лоше оцене.
- Евгеније Барбоскин воли науку, често спроводи експерименте и помаже свима у студијама. Снови о Нобеловој награди. Одличан студент, у свим предметима пет, али постоје потешкоће са физичким васпитањем.
- Лиза Барбоскин воли ред и воли слаткише. Често се смешка и показује штетни карактер, али упркос томе, уопште није приказана у цртаном филму као херој антагониста. Она је обожаватељица Зхана Киска и сања да постане певачица. Разбија се и лоше изговара звук „р“.
- Маки Барбоскин Најмлађи од деце. Заинтересовани за активности браће и сестара. Читава породица се према њему односи с љубавношћу и пажњом, јер је најмањи. Воли цртање. Омиљена играчка је плишани зец који је некада припадао Лизи.
- Тата Барбоскин отац породице. Стално ради на рачунару. Има своју канцеларију.
- Мама Барбоскин мајка породице. Јако је љубазна. Кува укусно. Воли да свира виолину. Ради на сцени.

## Улоге
| Име лика         | Руска оригинална постава (2011)                      |
| ---------------- | ---------------------------------------------------- |
| Роза             | Марија Цветкова                                      |
| Лиза             | Екатерина Гороховскаја Елизабета Захарева            |
| Друшкан (Макс)   | Елена Шулман Јулија Зоркина                          |
| Маки             | Ксенија Бржезовскаја                                 |
| Евгеније (Алекс) | Михаил Черњак                                        |
| Тата             | Олег Куликович                                       |
| Мама             | Ирина Горјачева Ксенија Бржезовскаја Марија Цветкова |